# ريان هيل
ريان هيل (بالإنجليزية: Ryan Hill)‏ هو منافس ألعاب قوى أمريكي، ولد في 31 يناير 1990 في هيكري في الولايات المتحدة.

## وصلات خارجية
- ريان هيل على موقع الاتحاد الدولي لألعاب القوى (الإنجليزية)
- ريان هيل على موقع الاتحاد الأمريكي لسباقات المضمار والميدان (الإنجليزية)
- ريان هيل على موقع الاتحاد الأمريكي لسباقات المضمار والميدان (الإنجليزية)
- ريان هيل على موقع TFRRS.org (الإنجليزية)